# فانتین پلیس

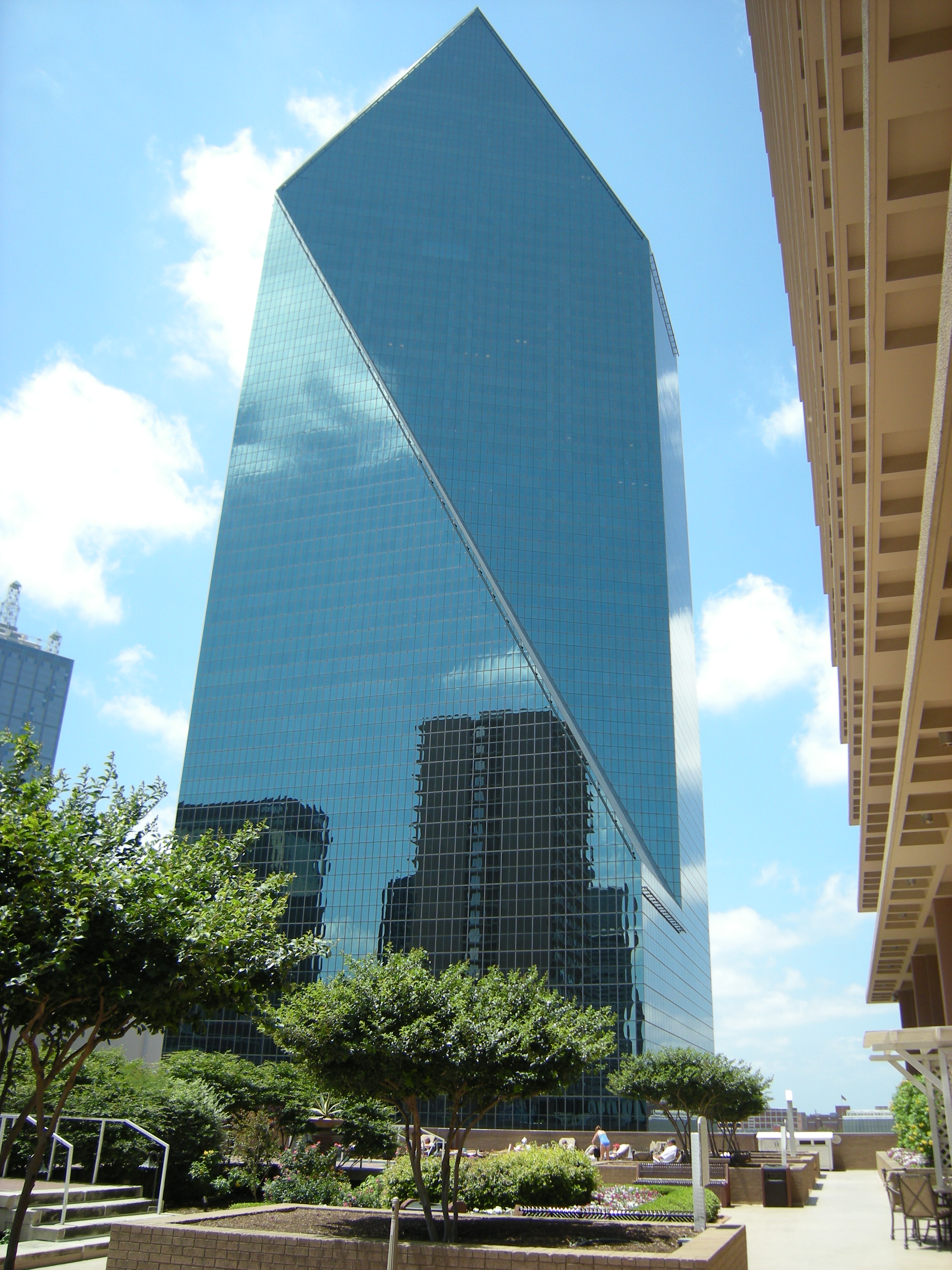

برج فاونتِن پلِیس (به انگلیسی: Fountain Place) نام یک برج مرتفع در دالاس در تگزاس است.
این برج در ۱۹۸۶ ساخته گردید، و ۲۲۰ متر ارتفاع دارد، که در سال ۲۰۰۹ پانزدهمین برج بلند تگزاس بود.
معماران این برج پست‌مدرنیستی، شرکت آی.ام.پی هستند.